# رعاس
رَعَّاس (الاسم العلمي Stomias)، جنس أسماك بحرية من فصيلة الرعاسيات. انواعه المعروفة حتى الآن تسعة. أعطانها معظم بحار العالم. تعيش في المياه المتوسطة العمق. تعد من أسماك النقاف واللجاج لا تقترب من السطح أبدًا.تتميز بما تحمله من ثعول مضيئة مبعثرة على كامل سطح الجسم وفي أماكن معينة أخصها الصفحة السفلى من الفك والبطن والذنب.

## الأنواع
أشهر أنواعها:
- رعاسة أصلية